# Tomazetti (Santa Maria)
Tomazetti é um bairro do distrito da sede, no município gaúcho de Santa Maria, Brasil. Localiza-se na região sul da cidade.
O bairro Tomazetti possui uma área de 5,0768 km² que equivale a 4,17% do distrito da Sede que é de 121,84 km² e  0,2834% do município de Santa Maria que é de 1791,65 km².

## História
O bairro já existia oficialmente em 1986, e em 2006, quando o distrito da Sede teve refeita sua divisão em bairros, o Tomazetti perdeu áreas, sendo que, o agora vizinho Dom Antônio Reis teve todo o seu território subtraído do Tomazetti. Do Tomazetti de antes de 2006 também foram retiradas áreas para a criação do Lorenzi, uma área que passou para o Urlândia e outra para o Cerrito. Porém, o Tomazetti ganhou áreas até então sem-bairro, ou seja, se por um lado ele perdeu áreas ao norte, por outro, ele ganhou ao sul. Até 2006 o centro geográfico do bairro foi a BR-392. A partir de 2006 a rodovia passa a ser o limite dos bairros do sul da Sede.

## Limites
Limita-se com os bairros: Cerrito, Dom Antônio Reis, João Luiz Pozzobon, Lorenzi, Pains, Urlândia.
Descrição dos limites do bairro: A delimitação inicia na Rodovia BR-392, cruzamento com uma sanga, afluente do Arroio Cadena, que divide ao sul o Loteamento Parque Dom Antônio Reis, segue-se a partir daí pela seguinte delimitação: leito da sanga afluente do Arroio Cadena, que divide o Loteamento Parque Dom Antônio Reis, no sentido a montante, até encontrar o ponto de projeção da linha de divisa norte da propriedade da sede campestre do Clube Dores; por esta linha de projeção, passando pela linha de divisa norte da sede campestre do Clube Dores, no sentido leste; leito da sanga que divide ao oeste o Loteamento Jardim Berleze, tributária do Arroio das Tropas, no sentido a jusante; leito do Arroio das Tropas, no sentido a jusante; eixo da Rodovia BR-158, no sentido norte, até encontrar a sanga, afluente do Arroio Cadena, que divide ao norte o Loteamento Parque Dom Antônio Reis, início desta demarcação.

## Unidades residenciais
O bairro Tomazetti, pertencente ao distrito da Sede, é uma unidade de vizinhança que contém as seguintes unidades residenciais:
| # | Unidade residencial          | Localização                       | Limites | Obs. |
| - | ---------------------------- | --------------------------------- | --- | ---- |
| 1 | Parque Residencial Tomazetti | 29° 43' 18.43" S 53° 48' 11.33" O | A unidade residencial não possui limites pré-definidos. |      |
| 2 | Tomazetti                    |                                   | Toda a área do perímetro do bairro Tomazetti sem denominação específica. |      |
| 3 | Vila Tomaz                   | 29° 43' 31.13" S 53° 48' 08.83" O | A unidade residencial urbana que inicia num ponto da Rodovia BR-392 com a projeção do alinhamento norte da Rua Luiz Tomazetti, segue-se a partir daí pela seguinte delimitação: alinhamento norte da Rua Luiz Tomazetti, no sentido leste, até alcançar o extremo leste do alinhamento da Rua “B”; linha reta que parte deste ponto e encontra o extremo nordeste da Rua Alfredo Saccol; alinhamento sudeste da Rua Alfredo Saccol, no sentido sudoeste; fundo dos lotes que confrontam com a Rua Catharina Zanini Parcianello, no sentido sudeste; extremo noroeste da Rua Francisco Figueiró, no sentido nordeste, até encontrar o extremo-nordeste desta Rua; linha reta que parte deste ponto, no sentido sudeste, passando pelo extremo nordeste da Rua Ernani Schirmer e atinge o fundo dos lotes que confrontam ao sudeste com a Rua José Sangoi; pelo fundo destes lotes até alinhar com o extremo nordeste da Rua Cesar Saccol; por uma linha reta, que parte deste ponto e chega num ponto do alinhamento sudeste da Rua Cesar Saccol que dista 50 metros ao nordeste da Rua Oli Rodrigues de Araújo; por este alinhamento, no sentido sudoeste; Rodovia BR-392, no sentido norte, até atingir a projeção do alinhamento norte da Rua Luiz Tomazetti, ponto inicial desta demarcação. |      |

## Demografia

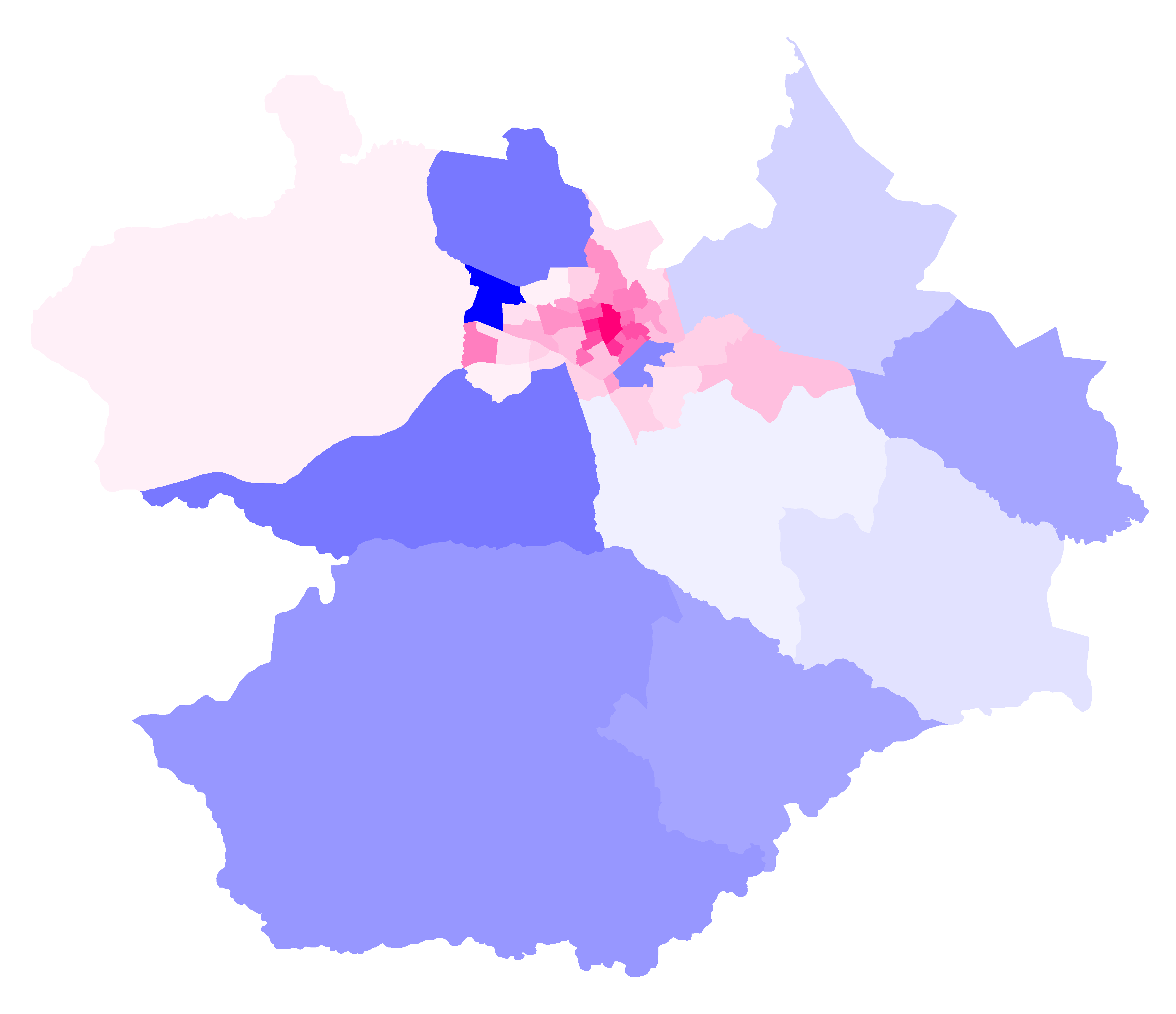
Mapa do município de Santa Maria com as divisões em bairros. Em escalas de azul os bairros com predominância masculina e em escalas de rosa os bairros com predominância feminina. Observa-se que quanto melhor a infraestrutura e o acesso a ela mais convidativo o bairro é para a população feminina. E, reciprocamente, podemos reconhecer os bairros com melhor infraestrutura observando onde a população feminina está concentrada.

Segundo o censo demográfico de 2010, Tomazetti é, dentre os 50 bairros oficiais de Santa Maria:
- Um dos 41 bairros do distrito da Sede.
- O 37º bairro mais populoso.
- O 15º bairro em extensão territorial.
- O 38º bairro mais povoado (população/área).
- O 36º bairro em percentual de população na terceira idade (com 60 anos ou mais).
- O 23º bairro em percentual de população na idade adulta (entre 18 e 59 anos).
- O 16º bairro em percentual de população na menoridade (com menos de 18 anos).
- Um dos 39 bairros com predominância de população feminina.
- Um dos 30 bairros que não contabilizaram moradores com 100 anos ou mais.

Distribuição populacional do bairro
1. Total: 2.039 (100%)
  1. Urbana: 2.039 (100%)
  2. Rural: 0 (0%)
2. Homens: 991 (48,6%)
  1. Urbana: 991 (100%)
  2. Rural: 0 (0%)
3. Mulheres: 1.048 (51,4%)
  1. Urbana: 1.048 (100%)
  2. Rural: 0 (0%)

## Infraestrutura
Comércio
O comércio do bairro concentra-se principalmente ao longo da BR-392.

## Fotos do bairro

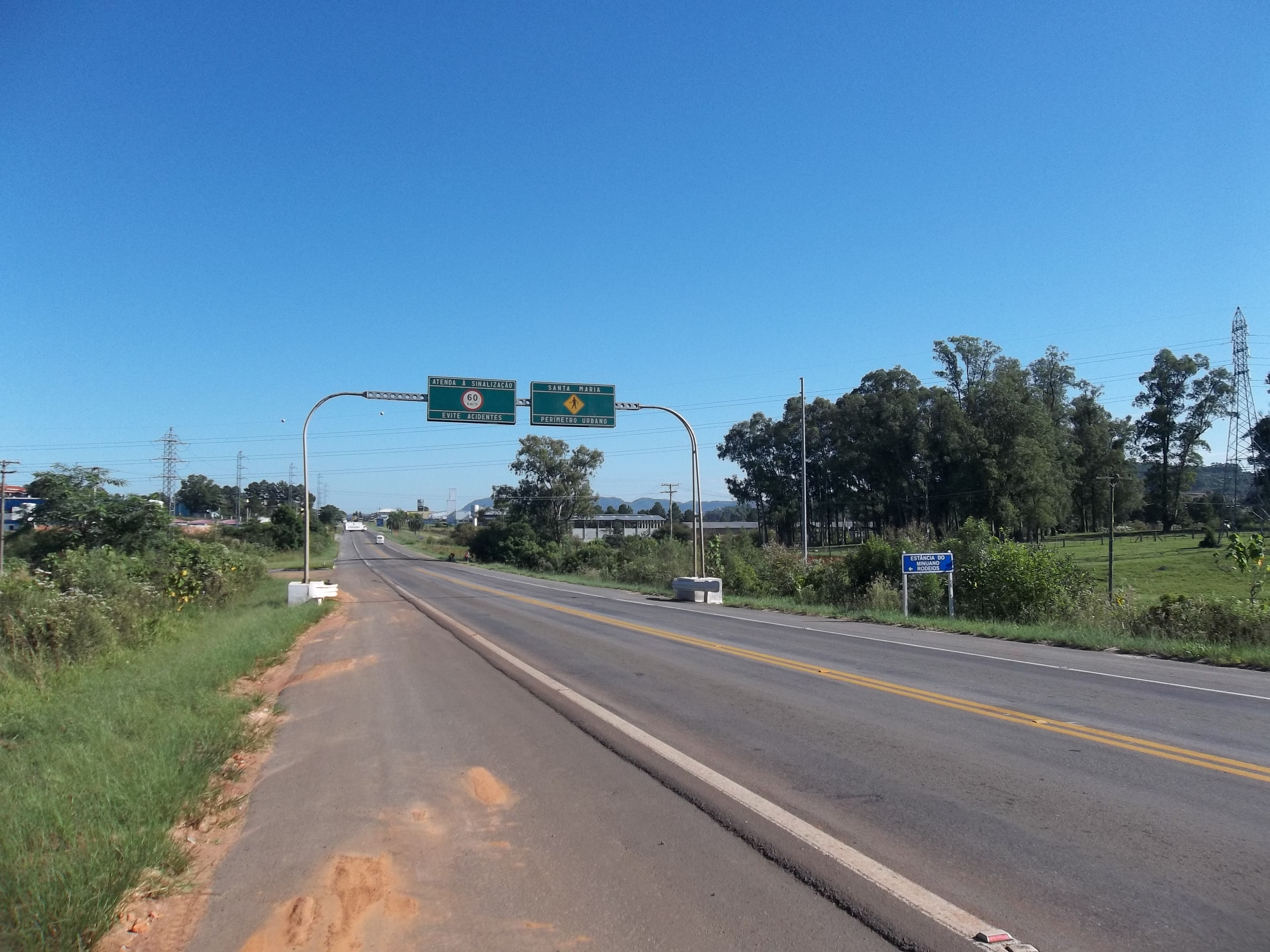
BR-392 limitando os bairros Tomazetti (a direita) e Lorenzi (a esquerda).
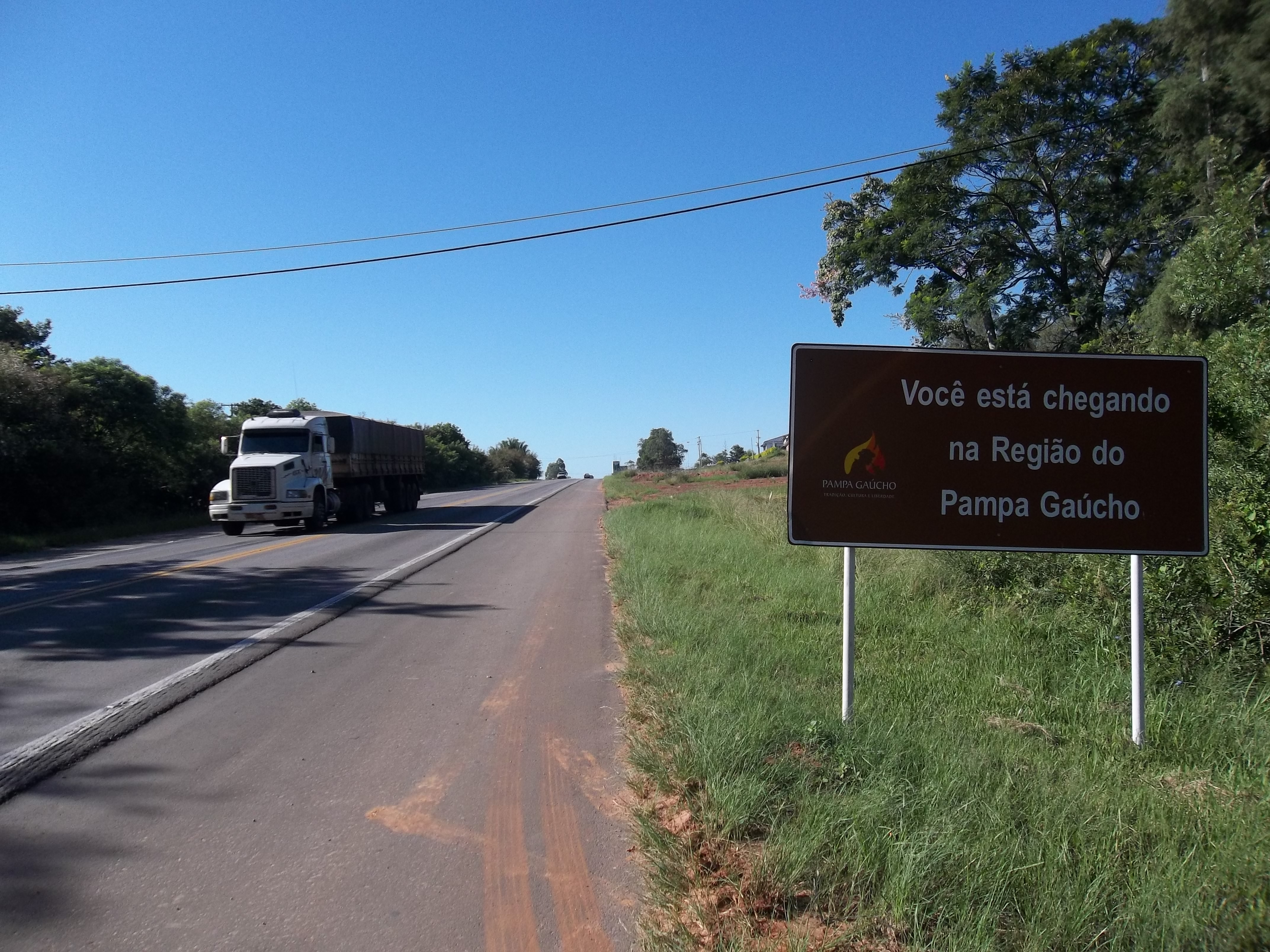
Placa da Região do Pampa Gaúcho, na BR-392. Santa Maria é um município de transição entre o Pampa e a Serra Gaúcha